# لئونا وینتر
لئونا وینتر (به انگلیسی: Leona Winter) (زاده ۲۰ مارس ۱۹۹۵) زن‌پوش فرانسوی است.